# Ficus polyphlebia
Ficus polyphlebia är en mullbärsväxtart som beskrevs av John Gilbert Baker. Ficus polyphlebia ingår i släktet fikonsläktet, och familjen mullbärsväxter. Inga underarter finns listade i Catalogue of Life.